# Hermelindo Alberti
Hermelindo Alberti, född 27 februari 1925, död 8 december 2012, var en argentinsk friidrottare. Han deltog vid olympiska sommarspelen 1948.